# Општина Звечан
Општина Звечан (алб. Zveçan) се налази на северу Косова и Метохије, и обухвата узак појас од Косовске Митровице до Рашке области. Седиште општине је у месту Звечан. То је једна од косовских општина са српском етничком већином. Граничи се са Општином Лепосавић на истоку, Општином Косовска Митровица на југу, и Општином Зубин Поток на западу. Источно од места се на врху брда налази православни манастир Бањска, док се на западу, на мањем брду налазе остаци старе тврђаве Звечан. Површина општине је 122,4 km² километра квадратна, и подељена је на 18 катастарских општина, на чијој се територији налази 45 насеља са укупно 16.600 становника рачунајући и 4.000 ИРЛ српске националности, и 250 избеглица из Хрватске. Ово је млада општина која је настала крајем 80-их година тако што се одвојила од општине Косовска Митровица. На последњим косовским локалним изборима је победила Српска листа освојивши 13 мандата, а за градоначелника је изабран по други пут Вучина Јанковић.

## Географске одлике
Ради се о равничарско-брдском до нископланинском терену у коме се издвајају геоморфолошке целине:
- алувијална раван Ибра и његових притока (до 500 м.н.в.), која заузима око трећине територије
- побрђе у саставу Копаоника, Мокре Горе и Рогозне, са просечном надморском висином од 500 – 600 мнв, који заузима највећи део општине
- нископланински предео око Малог Звечана захвата површину од 1,3 хектара

## Демографија
У општини се после 1999. године нашло и око 300 Рома расељених из јужне Косовске Митровице који тренутно живе у селу Житковац док не добију адекватан смештај, после напада на Србе у марту 2004. године на Косову и Метохији у Звечану је нашао смештај и одређен број ИРЛ из Јужног Косова и села Свињаре код Косовске Митровице. Тренутно 514 ИРЛ (410 из села Свињаре у општини Косовска Митровица, 48 из села Слатина у Општини Вучитрн, 35 из Обилића, и 48 из других места) се налази у смештајном комплексу у Малом Звечану са 220 места, две незавршене зграде у Звечану са 242 места, и остатак од 62 лица се налази у приватном смештају. Пре 1999. године у општини је живело 9.229 становника, од којих је 74% било Срба, други етнос су били Албанци који су углавном живели у месту Звечан. Непосредно пре НАТО акције 1999. године становништво је процењено на 12.500 становника од којих су Срби били 95%. Према истим подацима тада је у месту Звечан било свега 4 албанска домаћинства. Данас већина Албанаца живи у албанским селима Бољетин, Липа и Жажа.
| Година       | 1948. | 1953. | 1961. | 1971.  | 1981. | 1991.  | 2009. |
| ------------ | ----- | ----- | ----- | ------ | ----- | ------ | ----- |
| Становништво | 6.417 | 7.890 | 9.166 | 10.095 | 9.710 | 10.030 | 7.481 |

Етничке структура по годинама:
- 1991. година:
  - Укупно 10.030
  - Срби 7.591 (75,7%)
  - Албанци 1.934 (19,3%)
  - Остали 505 (5%)
- јануар 1999. године:
  - Укупно 9.229
  - Срби 6.822 (73,9%)
  - Албанци 2.261 (24,5%)
  - Остали 146 (1,6%)
- 2006. година:
  - Укупно 16.600
  - Срби 12.050 (72,6%)
  - Албанци 350 (2,1%)
  - Остали 250 (1,5%)
  - ИРЛ (Срби) 4.200 (25,3%)

## Насеља
| - Бањска - Бањски Суви До - Банов До - Бањска Река - Бољетин - Бресница - Валач - Велико Рударе - Вилиште - Грабовац - Грижани - Дољане | - Жажа - Жеровница - Житковац - Звечан - Извори - Јанков Поток - Јошевик - Каменица - Кориље - Кула - Липа - Липовица | - Локва - Ловац - Лозиште - Мали Звечан - Мало Рударе - Матица - Меки До - Ораовица - Пркач - Рудине - Сендо - Србовац |

Од 2016. у изградњи је ново стамбено насеље Сунчана долина.

## Привреда
Развој овог подручја вековима је био везан за рударство, а цела привреда је, исто као и цео регион Митровице, дуго била базирана на индустрију. Добар део радно способног становништва био је запослен у Трепчи. Међутим, она данас представља руину, за чије су оживљавање потребна огромна финансијска средства. Данас је учешће радно активног становништва значајно смањено и преоријентисано на услужне делатности. Пољопривреда, која је претходно због развијене индустрије и високог стандарда, била скоро сасвим замрла, достигавши свој минимум током 90-их, постепено оживљава у селима.

## Путеви
Укупна дужина путне мреже на територији општине износи око 367 km. Стање локалних путева је прилично лоше, чак 56% од укупне дужине путева су земљани коловози, тако да магистрални пут Краљево—Приштина има примарну улогу у повезивању Звечана са другим важним центрима.

## Религија
Главна религија је српска православна. Пошто је већинско становништво српско, манастири и цркве нису страдали као у осталим местима на Косову и Метохији, осим манастира Соколица који се налази у једном од три албанска села у општини. Постоји још један манастир у општини, а то је врло познати манастир Бањска. У општини постоји и 4 православне цркве у селима Банов До, Кориље, Житковац и Жеровница (Дољане) и једна у Звечану (Црква светог Ђорђа). У општини нема џамија.

## Образовање
У општини се налазе три основне школе, једна средња школа, једна Висока техничка школа струковних студија, а од 2001. године и Факултет уметности Универзитета у Приштини.